# Giuseppe Olmo

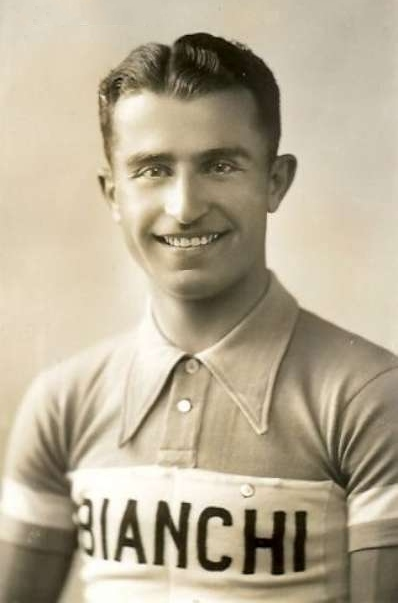
Giuseppe Olmo im Trikot der Mannschaft Bianchi (1940)

Giuseppe Olmo (* 22. November 1911 in Celle Ligure; † 5. März 1992 in Mailand) war ein italienischer Radrennfahrer und Olympiasieger im Radsport.
1931 wurde Giuseppe Olmo italienischer Meister der Amateure im Straßenrennen, im selben Jahr belegte er bei den UCI-Straßen-Weltmeisterschaften in Kopenhagen den zweiten Platz. 1932 startete er bei den Olympischen Sommerspielen in Los Angeles im olympischen Straßenrennen und belegte den vierten Platz und gewann gemeinsam mit Guglielmo Segato und Attilio Pavesi die Goldmedaille in der Mannschaftswertung. Anschließend trat er zu den Profis über und gewann im selben Jahr das Rennen Mailand–Turin.
Fünfmal startete Olmo beim Giro d’Italia, 1934 wurde er Vierter, 1935 Dritter und 1936 Zweiter (hinter Gino Bartali). Zweimal, 1935 und 1938, siegte Olmo beim Rennen Mailand–Sanremo, 1936 gewann er den Giro dell’Emilia und wurde Italienischer Straßenmeister. 1938 gewann er den Giro di Campania. Am 31. Oktober 1935 stellte er zudem im Velodromo Maspes-Vigorelli in Mailand einen neuen Stundenweltrekord über 45,090 Kilometer auf, der ein knappes Jahr Bestand hatte. Er war der erste Fahrer, der die 45-Kilometermarke überschritt. Olmo startete auch bei sechs Sechstagerennen, zusammen mit Learco Guerra wurde er 1935 Zweiter in Paris und Dritter in Brüssel. Zum Abschluss seiner Karriere wurde er 1940 Italienischer Stehermeister.
Nach seinem Rückzug aus dem aktiven Radsport eröffnete Olmo in seinem Heimatort Celle Ligure eine Fahrradmanufaktur, die heute noch besteht und zur „Olmo Group“ gehört.